# Source Columba

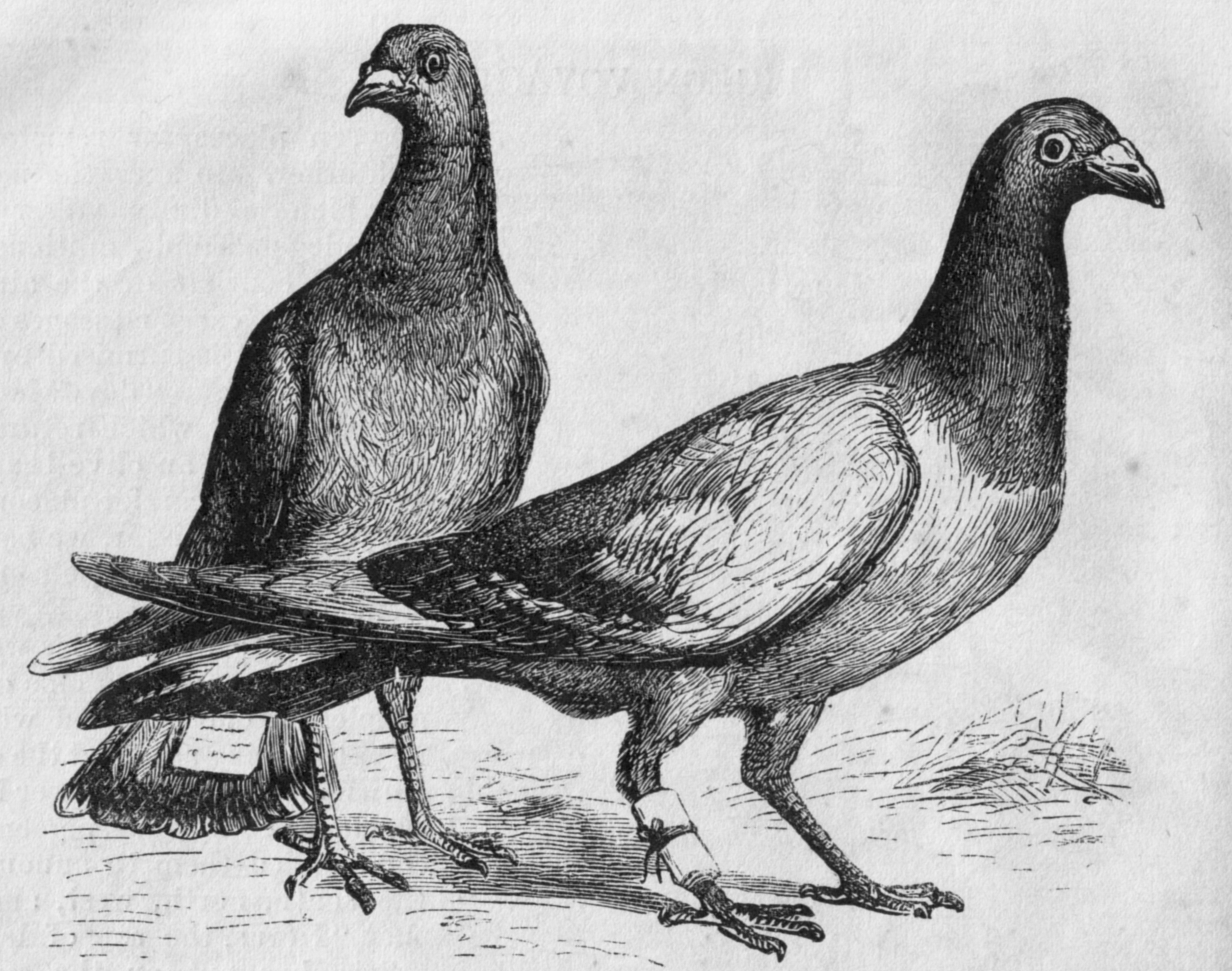
Pigeons voyageurs identiques à ceux qui servirent dans le Confidential Pigeon Service.

Selon un article de journal de 2007, Source Columba (en latin Columba signifie « pigeon ») était le nom de code pour le Confidential Pigeon Service, une opération non conventionnelle de collecte de renseignements durant la Seconde Guerre mondiale.
Elle impliqua le largage de pigeons voyageurs derrière les lignes ennemies, en France occupée par les Allemands et aux Pays-Bas comme un moyen pour les habitants de transmettre des informations, telles que les mouvements de troupes, au renseignement britannique. À partir de 1940, des centaines de caisses à pigeons furent parachutées en Europe, chaque caisse, comprenait, outre le pigeon, des feuilles de papier très minces, un crayon spécial et un tube pour stocker le message, ainsi que des instructions en français et en néerlandais sur la façon de remplir un rapport. Une copie récente d'un journal de Londres était également incluse comme preuve de bonne foi.
En 1944, juste avant l’invasion alliée, le contre-espionnage allemand chercha à contrecarrer la source Columba en larguant ses propres pigeons. Ces caisses de pigeons, accompagnés d'un paquet de cigarettes anglaises, étaient supposés être britannique et contenaient également des instructions pour communiquer les noms des patriotes locaux aux Alliés. La résistance, pour sa part, fit savoir que la meilleure façon de traiter ces faux oiseaux serait à fumer des cigarettes et de manger les pigeons.
Malgré ces interférences, l'opération fut un succès remarquable, permettant la réception de plus de 50 % des messages reçus. 31 pigeons de la source Columba reçurent la médaille Dickin, la décoration militaire britannique la plus élevée pour les animaux. L'opération fut rendue publique qu'après l’ouverture des fichiers des Archives nationales la concernant en 2007. Toutefois, la méthode et quelques cas réels avaient été décrits en détail dans le livre autobiographique de Dr R.V. Jones Most Secret War (Hamish Hamilton, Londres) en 1978.